# Tomari
Tomari – miasto w Rosji, w obwodzie sachalińskim. W 2023 roku liczyło 4299 mieszkańców.